# Paranerita irregularis
Paranerita irregularis là một loài bướm đêm thuộc phân họ Arctiinae, họ Erebidae.